# Leanid Junczyk
Leanid Mikałajewicz Junczyk (biał. Леанід Мікалаевіч Юнчык, ros. Леонид Николаевич Юнчик, Leonid Nikołajewicz Junczik) – białoruski dziennikarz i polityk, deputowany do Rady Najwyższej Republiki Białorusi XIII kadencji.

## Życiorys
W 1995 roku mieszkał w Mińsku. Pełnił funkcję zastępcy redaktora naczelnego gazety „Respublika”. W pierwszej turze uzupełniających wyborów parlamentarnych 29 listopada 1995 roku został wybrany na deputowanego do Rady Najwyższej Republiki Białorusi XIII kadencji z kosowskiego okręgu wyborczego nr 21. 5 grudnia 1995 roku został zarejestrowany przez centralną komisję wyborczą, a 9 stycznia 1996 roku zaprzysiężony na deputowanego. Od 23 stycznia pełnił w niej funkcję członka Stałej Komisji ds. Praw Człowieka, Kwestii Narodowościowych, Środków Masowego Przekazu, Kontaktu ze Zjednoczeniami Społecznymi i Organizacjami Religijnymi. Był bezpartyjny, nie należał do żadnej z frakcji parlamentarnych. Od 3 czerwca był członkiem grupy roboczej Rady Najwyższej ds. współpracy z parlamentem Rzeczypospolitej Polskiej. 27 listopada 1996 roku, po dokonanej przez prezydenta Alaksandra Łukaszenkę kontrowersyjnej i częściowo nieuznanej międzynarodowo zmianie konstytucji, nie wszedł w skład utworzonej przez niego Izby Reprezentantów Zgromadzenia Narodowego Republiki Białorusi I kadencji. Zgodnie z Konstytucją Białorusi z 1994 roku jego mandat deputowanego do Rady Najwyższej zakończył się 9 stycznia 2001 roku; kolejne wybory do tego organu jednak nigdy się nie odbyły.